# Alexandr Ivanovič Juzefovič
Svatý Alexandr Ivanovič Juzefovič († 17. ledna 1921, Kara-Balta) byl ruský duchovní Ruské pravoslavné církve a mučedník.

## Život
Narodil se asi roku 1858 či 1860 ve Vilenské gubernii.
Navštěvoval učitelský seminář a 18 let sloužil jako psalomščik.
Byl poslán do Střední Asie. Roku 1879 se stal psalomščikem v chrámu svatého Mikuláše ve stanici Lepsi. Roku 1881 byl převeden do vesnice Zajcevo. Byl také hypodiákonem v biskupem domě ve městě Věrnyj (dnes Almaty).
Dne 11. června 1882 byl rukopoložen na diákona a 18. července na jereje. Stal se knězem chrámu Kazaňské ikony Matky Boží ve vesnici Preobraženskoje (dnes v Kyrgyzstánu). Byl učitelem Zákona Božího.
Dne 11. listopadu 1885 mu bylo uděleno právo nosit nabedrennik, 10. prosince 1899 fialovou skufii, 6. května 1909 kamilaukion a 19. prosince 1911 náprsní kříž Svatého synodu.
Během povstání roku 1916 ukrýval uprchlíky. O rok později byl předveden do Kazaňského chrámu v Kara-Balta.
Po ustanovení sovětské moci v Sedmiříčí byl 17. ledna 1921 zastřelen. Dne 14. dubna 1993 byl rehabilitován.

## Kanonizace
Dne 10. února 1999 byl svatořečen jako místní svatý alma-atinské eparchie a 20. srpna 2000 došlo k jeho celocírkevnímu svatořečení. Byl zařazen do Sboru všech novomučedníků a vyznavačů ruských.